# Петър Георгиев (офицер)
Вижте пояснителната страница за други личности с името Петър Георгиев.
Петър Тошев (Тодоров) Георгиев е български офицер (полковник), командир на 3-ти планински артилерийски полк по време на Балканската война (1912 – 1913).

## Биография
Роден е на 26 април 1861 година в София. През 1879 г. постъпва в Кавалерийското юнкерско училище в Елисаветград, Русия, което завършва през 1881 г. и на 8 септември е произведен в чин подпоручик. Служи в 3-ти артилерийски полк, Конвоя на Царя и 5-и артилерийски полк. През 1904 г. е произведен в чин полковник. По време на Балканската война (1912 – 1913) командва 3-ти планински артилерийски полк.
Уволнен е от служба след края на войните през 1913 г. Умира на 5 април 1928 г.

## Военни звания
- Подпоручик (8 септември 1881)
- Поручик (30 август 1884)
- Капитан (30 август 1886)
- Майор (1892)
- Подполковник (1898)
- Полковник (1904)